# Aamir Khan
Aamir Khan (em hindi:  आमिर ख़ान, em urdu:  عامر خان) é um ator, diretor e produtor nascido em Mumbai, na Índia no dia 14 de março de 1965.

## Carreira
Iniciou sua carreira como ator em 1973, aos oito anos. Desde então atuou em mais de quarenta filmes, muitos deles em Bollywood. Em 2001 realizou seu primeiro trabalho como produtor e em 2007 dirigiu e produziu Taare Zameen Par.

### Ator
| Ano  | Filme                     | Personagem                                                  | Notas |
| ---- | ------------------------- | ----------------------------------------------------------- | --- |
| 1973 | Yaadon Ki Baaraat         | Jovem Ratan                                                 | |
| 1974 | Madhosh                   | Criança artista                                             | |
| 1984 | Holi (filme)              | Madan Sharma                                                | |
| 1988 | Qayamat Se Qayamat Tak    | Raj                                                         | Premiado, Filmfare - Ator Revelação Indicado, Filmfare -Prêmio de melhor ator                                                                                      |
| 1989 | Raakh                     | Aamir Hussein                                               | Indicado, Filmfare - Prêmio de melhor ator |
| 1989 | Love Love Love            | Amit                                                        | |
| 1990 | Awwal Number              | Sunny                                                       | |
| 1990 | Tum Mere Ho               | Shiva                                                       | |
| 1990 | Dil                       | Raja                                                        | Indicado, Filmfare - Prêmio de melhor ator |
| 1990 | Deewana Mujh Sa Nahin     | Ajay Sharma                                                 | |
| 1990 | Jawani Zindabad           | Shashi                                                      | |
| 1991 | Afsana Pyaar Ka           | Raj                                                         | |
| 1991 | Dil Hai Ki Manta Nahin    | Raghu Jetley                                                | Indicado, Filmfare - Prêmio de melhor ator |
| 1991 | Isi Ka Naam Zindagi       | Chotu                                                       | |
| 1991 | Daulat Ki Jung            | Rajesh Chaudhry                                             | |
| 1992 | Jo Jeeta Wohi Sikandar    | Sanjaylal Sharma                                            | Indicado, Filmfare - Prêmio de melhor ator |
| 1993 | Parampara (filme)         | Ranbir Prithvi Singh                                        | |
| 1993 | Hum Hain Rahi Pyar Ke     | Rahul Malhotra                                              | Indicado, Filmfare - Prêmio de melhor ator |
| 1994 | Andaz Apna Apna           | Amar Manohar                                                | Indicado, Filmfare - Prêmio de melhor ator |
| 1995 | Baazi                     | Inspetor Amar Damjee                                        | |
| 1995 | Aatank Hi Aatank          | Rohan                                                       | |
| 1995 | Rangeela                  | Munna                                                       | Indicado, Filmfare - Prêmio de melhor ator |
| 1995 | Akele Hum Akele Tum       | Rohit                                                       | |
| 1996 | Raja Hindustani           | Raja Hindustani                                             | Premiado, Filmfare - Prêmio de melhor ator |
| 1997 | Ishq                      | Raja                                                        | |
| 1998 | Ghulam (filme)            | Siddharth Marathe                                           | Indicado, Filmfare - Prêmio de melhor ator Indicado, Filmfare - Prêmio de melhor ator cantando em Playback                                                         |
| 1999 | Sarfarosh                 | Ajay Singh Rathod                                           | Indicado, Filmfare - Prêmio de melhor ator |
| 1999 | Mann                      | Dev Karan Singh                                             | |
| 1999 | Earth                     | Dil Navaz                                                   | |
| 2000 | Mela                      | Kishan Pyare                                                | |
| 2001 | Lagaan                    | Bhuvan                                                      | Premiado, Filmfare - Prêmio de melhor ator |
| 2001 | Dil Chahta Hai            | Akash Malhotra                                              | Indicado, Filmfare - Prêmio de melhor ator |
| 2005 | Mangal Pandey: The Rising | Mangal Pandey                                               | Indicado, Filmfare - Prêmio de melhor ator |
| 2006 | Rang De Basanti           | Daljit Singh 'DJ'                                           | Premiado, Filmfare - Melhor Performance Indicado, Filmfare - Prêmio de melhor ator                                                                                 |
| 2006 | Fanaa                     | Rehan Quadri                                                | |
| 2007 | Taare Zameen Par          | Ram Shankar Nikumbh                                         | Indicado, Filmfare - Prêmio de melhor ator coadjuvante |
| 2008 | Ghajini                   | Sanjay Singhania                                            | Indicado, Filmfare - Prêmio de melhor ator |
| 2009 | Luck by Chance            | Ele mesmo                                                   | Participação especial |
| 2009 | 3 Idiots                  | Ranncchoddas Shamalaldas Chanchad (Rancho)/ Phunsukh Wangdu | Indicado, Filmfare - Prêmio de melhor ator |
| 2010 | Delhi Belly               |                                                             | Participação especial |
| 2010 | Dhobi Ghaat               |                                                             | |
| 2014 | PK                        | PK                                                          | |
| 2016 | Dangal                    | Mahavir Phogat                                              | Premiado, Filmfare - Prêmio de melhor ator Premiado, News 18 Movie Awards - Prêmio de melhor ator Premiado, Douban Film Awards - Prêmio de melhor ator estrangeiro |

### Produtor
| Ano  | Filme                                  | Diretor            | Notas                                                                                    |
| ---- | -------------------------------------- | ------------------ | ---------------------------------------------------------------------------------------- |
| 2001 | Lagaan                                 | Ashutosh Gowariker | Premiado, National Film Award - Melhor Filme Premiado, Filmfare - Prêmio de melhor filme |
| 2007 | Taare Zameen Par (Like Stars On Earth) | Aamir Khan         | Premiado, Filmfare - Prêmio de Melhor Filme                                              |
| 2008 | Jaane Tu Ya Jaane Na                   | Abbas Tyrewala     | Indicado, Filmfare - Melhor Filme                                                        |
| 2010 | Delhi Belly                            | Abhinay Deo        |                                                                                          |
| 2010 | Dhobi Ghaat                            | Kiran Aamir Khan   |                                                                                          |
| 2010 | Peepli Live                            |                    |                                                                                          |

### Direção
| Ano  | Filme            | Notas                                        |
| ---- | ---------------- | -------------------------------------------- |
| 2007 | Taare Zameen Par | Premiado, Filmfare- Prêmio de melhor diretor |